# Integrasa
La integrasa és un enzim produït per un retrovirus (com el VIH). Aquest enzim s'encarrega d'integrar el material genètic del virus en l'ADN de la cèl·lula que està infectant.

## Estructura

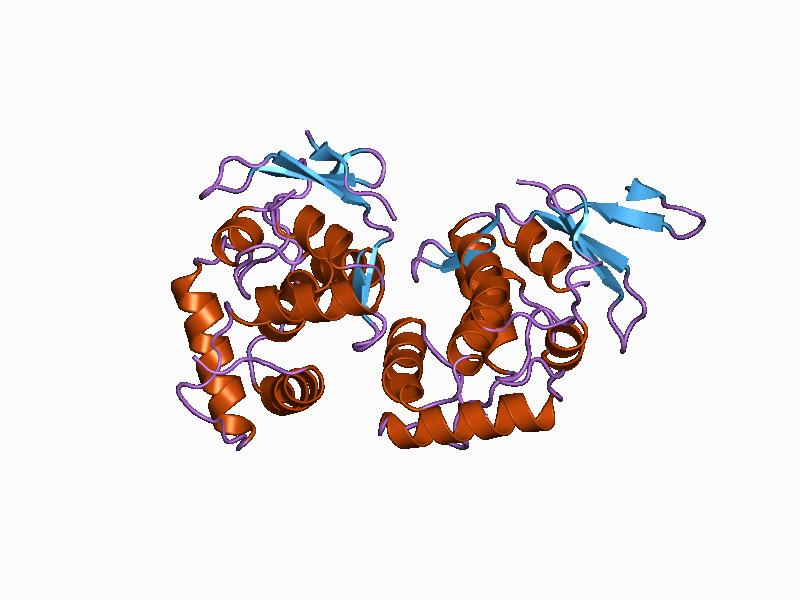
Estructura tridimensional d'unaa integrasa

La proteïna integrasa té tres dominis:
- Domini proteic zinc-finger (dits de zinc) en l'extrem N-terminal de HH-CC (dos residus histidina situats en l'hèlix i dos residus de cisteïna situats en la làmina plegada): possible responsable de la multimerització.
- Domini catalític central de l'enzim
- Extrem C-terminal.

Les dades bioquímiques i les dades estructurals de la integrasa suggereixen que la integrasa funciona com un dímer o un tetràmer.

## Funció
En primer lloc, la infecció comença en el moment en què el retrovirus entra en la cèl·lula (després de la fusió de les membranes) juntament amb el seu material genètic a l'interior. El genoma viral disposa de tres gens característics:
- Cag: codifica els precursors de les proteïnes nuclears del virus.
- Pol: conté la informació per la transcriptasa inversa i la integrasa.
- Env: codifica les proteïnes que recobreixen el virus.

La integració del genoma retroviral en el genoma de la cèl·lula hoste requereix la síntesi d'ADN a partir de l'ARN del retrovirus. Aquest procés s'anomenarà transcripció inversa i serà possible gràcies a l'actuació de l'ADN polimerasa.
La integrasa, doncs, actua immediatament després de la transcripció inversa per inserir l'ADN proviral en l'ADN cromosòmic de la cèl·lula hoste, un pas que és essencial per la posterior replicació del virus.
La integrasa intervé en els següents processos: 
- Formació del complex de preintegració: la integrasa s'uneix als extrems de l'ADN viral. Aquest complex també es compon d'altres proteïnes virals i de la mateixa cèl·lula hoste.
- Processament de l'extrem 3'de l'ADN viral, en el que dos deoxinucleòtis GT són eliminats per tal que la cadena sigui reactiva i pugui adherir-se a l'ADN de la cèl·lula hoste.
- Entrada al nucli cel·lular de la cèl·lula hoste.
- Segmentació de la cadena de l'ADN de la cèl·lula.
- Reacció de transferència de la cadena, en la qual els extrems 3' processats de l'ADN viral són covalentment units a l'ADN cromosòmic de la cèl·lula hoste.

La integració de l'ADN proviral és essencial per la posterior transcripció del genoma del virus, ja que aquest condueix a la síntesi de noves cadenes dARN del genoma viral i de proteïnes víriques necessàries, la informació de les quals serà utilitzada per la construcció de les partícules que constituiran els nous virus.
En essència, la integrasa és un pas clau en permetre que el genoma viral es converteixi en un membre permanent en el genoma de la cèl·lula hoste. Aquest material genètic viral integrat és posteriorment traduït mitjançant la maquinària de la cèl·lula hoste i s'anirà heretant a les cèl·lules filles a mesura que passi el temps.
A més a més, s'ha demostrat que diverses proteïnes cel·lulars de la cèl·lula hoste interaccionen amb la integrasa i faciliten el procés d'integració del material genètic del virus en el material genètic de l'anomenada cèl·lula.

## VIH integrasa
La VIH integrasa és una proteïna de 32 kDa produïda a partir del segment C-terminal del producte del gen Pol, s'encarrega d'integrar el material genètic i és un blanc molt atractiu pels nous fàrmacs del VIH.

## Inhibició de la integrasa
La integrasa, igual que la proteasa i la transcriptasa inversa, són enzims que el VIH utilitza per arribar a reproduir-se dins la cèl·lula infectada. Des de principis dels anys 90 s'estan buscant fàrmacs que actuïn inhibint el virus del VIH.
El procés d'integració de l'ADN del VIH permet que una cèl·lula infectada produeixi múltiples còpies de l'ARN per la reproducció de nous virus. Bloquejar la integració impedeix que els virus es repliquin i així fem que s'aturi la propagació de la infecció del VIH.
Els inhibidors de la integrasa podrien oferir una gran esperança per les persones infectades, sobretot a aquelles que tenen un VIH que ha desenvolupat resistència als fàrmacs que bloquegen els dos enzims principals del VIH: la transcriptasa inversa i la proteasa.
 En novembre de 2005, les dades d'un estudi de fase 2 d'un inhibidor de la integrasa del Virus d'Immunodeficiència Humana, MK-0518, va demostrar que el compost tenia una alta eficàcia en la disminució de la càrrega viral. El 12 d'octubre del 2007 l'inhibidor va ser aprovat per l'Administració d'Aliments i Fàrmacs dels Estats Units. El fàrmac va rebre el nom de Isentress (raltegravir) i va ser impulsada per la indústria farmacèutica de Merck&co. Des de l'abril del 2008, aquest és l'únic inhibidor de la integrasa que ha estat aprovat pel tractament del VIH.
Un segon inhibidor de la integrasa, l'elvitegravir de Gilead (GS-9137), es troba en estadis avançats d'estudis clínics